# 南洋真珠

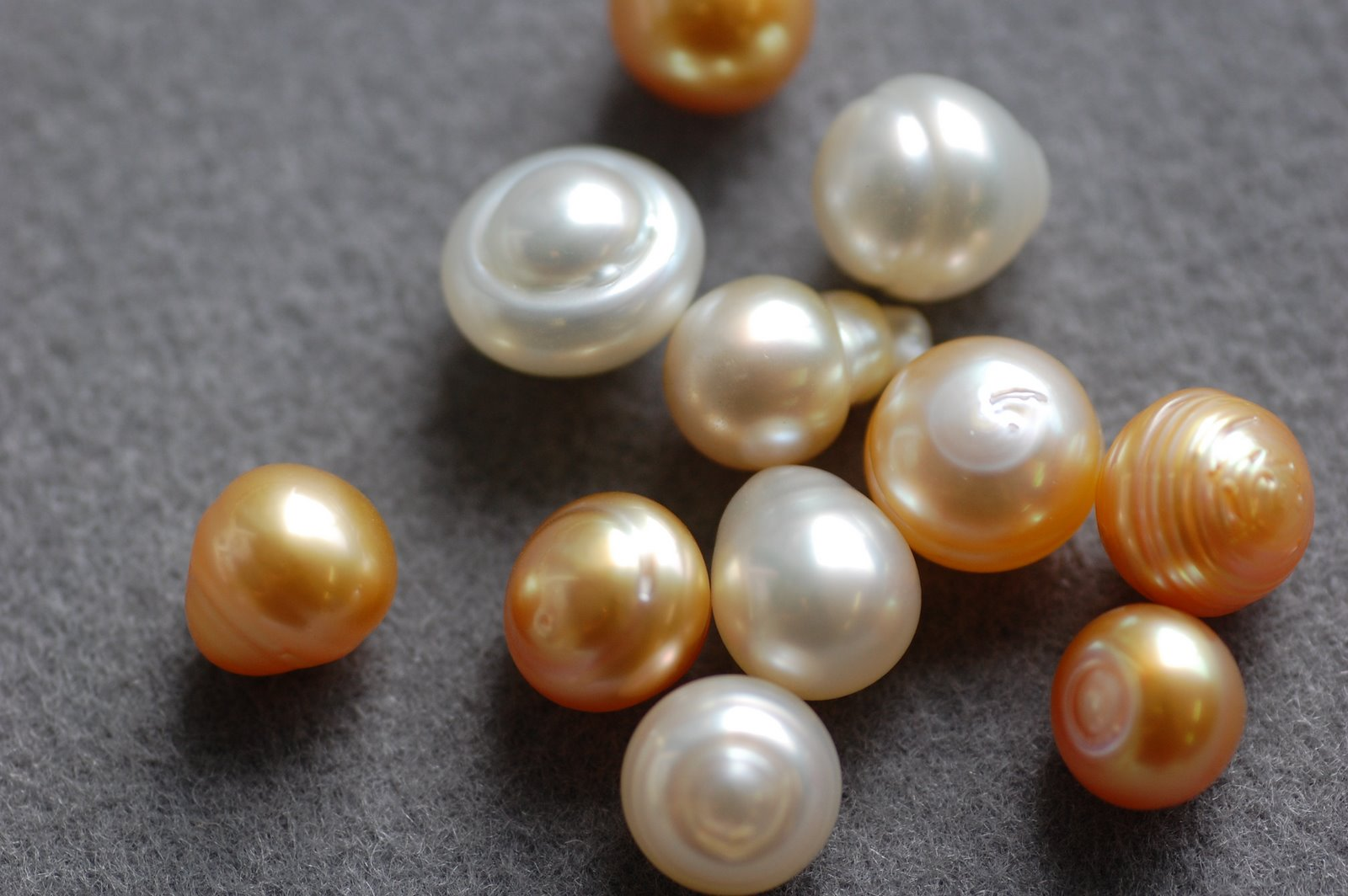
インドネシア産の南洋真珠（同心円状に筋が入ったサークル珠）

南洋真珠（South Sea Pearl）または白蝶真珠は、シロチョウガイ（Pinctada maxima Jameson, ）から産する真珠である。

## 概要
主にオーストラリア、インドネシア、フィリピンで養殖されている。日本では1991年に琉球真珠が沖縄県八重山列島で量産に成功し、事業化されている。
シロチョウガイが産出する真珠は、アコヤガイ、クロチョウガイ、イケチョウガイなどの真珠貝の中でもっとも大きい。アコヤ真珠の場合11-12mm以下が一般的であるのに対して、シロチョウガイは10mm-15mmが一般的であり、中には20mmを超えるものもある。
シロチョウガイには真珠層の周縁部の色が異なるシルバーリップ種とゴールドリップ種との2種がある。産する真珠の色も母貝の種類に応じて異なり、シルバーリップ種からは白色・銀色系の真珠、また、ゴールドリップ種からは黄色・金色系の真珠を産出する。
かつては南洋真珠は、アコヤ真珠との兼ね合いで、10mm以上のものしか輸入されなかったが、現在は8mm前後から輸入されている。
なお、ともに南洋で産する真珠である白蝶真珠と黒蝶真珠とを総称して南洋真珠と呼ぶこともある。